# Belisana honghe
Belisana honghe (лат.) — вид пауков-сенокосцев рода Belisana из подсемейства Pholcinae (Pholcidae). Встречается в южном Китае (провинция Юньнань). Видовое название дано по месту обнаружения типовых экземпляров (уезд Хунхэ, Honghe), где пауки были найдены в темной зоне внутри пещеры.

## Описание
Мелкие пауки-сенокосцы, длина тела самцов около 1,5 мм. Длина ног первой пары до 19 мм. Карапакс и стернум желтоватые, без пятен. Ноги беловатые, без тёмных колец. Опистосома желтоватая, без пятен. Грудная борозда отсутствует. Клипеус не изменён. Хилицеры с парой проксимо-латеральных апофизов и парой дистальных апофизов. Вид Belisana honghe похож на B. cheni Yao, Pham & Li, 2015 по сходным хелицерам самцов, бульбальным апофизам и эпигине, но может быть отличим благодаря различиям в самцах: прокурсус с почти трапециевидным дорсо-дистальным мембранозным отростком (vs полукруглый) и длинным (такой же длины, как дорсо-дистальный мембранозный отросток), дистально расширенным вентро-субдистальным мембранозным отростком (vs короткий и дистально заострённый); различия у самок: поровые пластинки заостренные спереди и широкие сзади и тупые (vs узкие). Этот вид был обнаружен в темной зоне внутри пещеры. Шестиглазые пауки с проксимо-латеральными апофизами на хелицерах самцов. Вид был впервые описан в 2024 году китайскими арахнологами (Ludan Zhang, Shuqiang Li, Zhiyuan Yao, Китай).